# Югов Олексій Кузьмович
Олексі́й Кузьми́ч Ю́гов (12 (25) березня 1902, 10 (23) березня 1902 або 23 березня 1902 , Каминське, Оренбурзька губернія  — 13 лютого 1979 , Москва ) — російський радянський письменник, літературознавець, перекладач.

## Біографія
Народився 12 березня (25 березня) 1902, слобода Камінська Оренбурзької губернії, нині Курганської області Росії.
Навчався в Кургані та Новосибірську. 1927 року закінчив Одеський медичний інститут. У 1927—1930 роках працював лікарем у Сибіру.
Автор кількох романів, а також нарисів, літературних статей, рецензій, художніх біографій учених. Перекладач і коментатор «Слова о полку Ігоревім».
Лауреат Державної премії РРФСР імені Горького (1972).